# 39. п. н. е.

## Догађаји
- Битка код Аманског превоја

## Рођења
- Јулија Старија, ћерка Октавијана Цезара (у. 14. н. е.)